# ديبروميستو
معهد ديبروميستو ( بالأوكرانية : ДІПРОМІСТО) هو معهد أبحاث وتخطيط في مجال التخطيط المكاني والحضري في أوكرانيا. وهي مؤسسة حكومية تعمل ضمن مجال حوكمة وزارة التنمية الإقليمية والبناء والإسكان في أوكرانيا . تأسست في 12 سبتمبر 1930. اسمها الكامل هي المؤسسة الحكومية واي. بيلوكون - المعهد الأوكراني الحكومي للبحث العلمي في مجال تصميم المدن "ديبروميستو" .
في المصادر باللغة الروسية يُعرف أيضًا باسم جيبروجراد ( بالروسية : Гипроград). خلال الحقبة السوفيتية ، كان هناك نظام من معاهد التخطيط يتكون من المعهد المركزي في كييف ومجموعة من الفروع في مراكز المقاطعات في الاتحاد السوفييتي. مع مرور الوقت، انفصلت معظم المنظمات التابعة لنظام ديبروميستو إلى معاهد منفصلة. يضم المعهد حاليًا ثلاث مؤسسات تابعة: إيفانو فرانكيفسك ، وريفني ، وفولين . 

## تاريخ المعهد

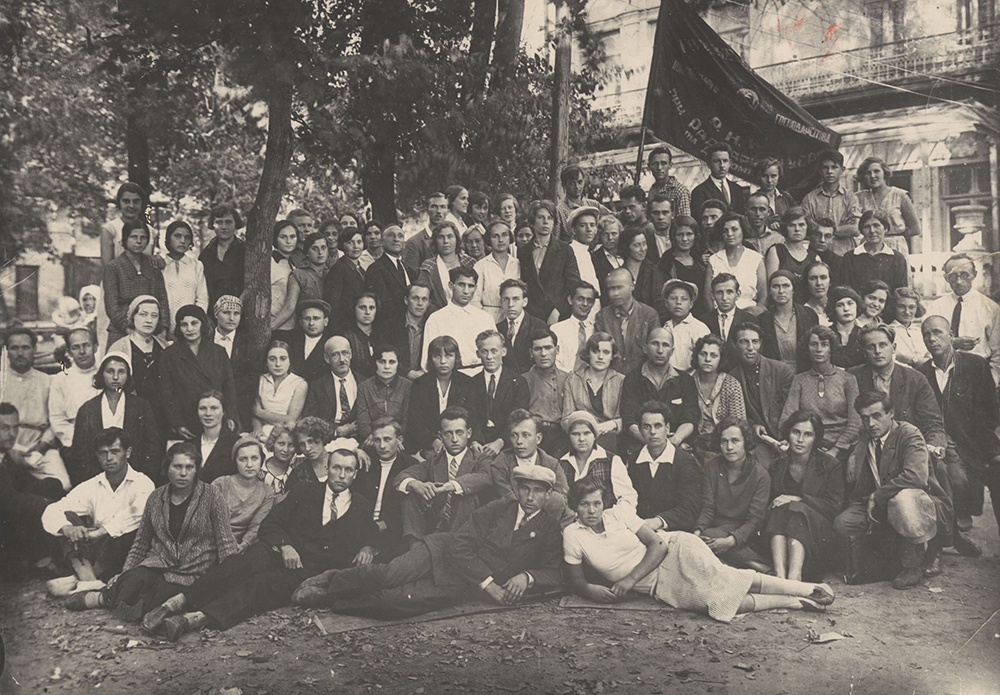
فريق ديبروميستو في عام 1933 أو 1934.

تأسس معهد "ديبروميستو" في 12 سبتمبر 1930. وفقًا للنظام الأساسي لحكومة جمهورية أوكرانيا الاشتراكية السوفيتية، تم تكليف المعهد بمهام تخطيط المدن وتصميم المباني السكنية والمجتمعية والعمل العلمي في مجال التخطيط الحضري.خلال فترة ما قبل الحرب، أنتج فريق ديبروميستو عددًا كبيرًا من المشاريع المتعلقة بالتخطيط الإقليمي في المناطق الصناعية الأكثر أهمية، وتخطيط المدن والقرى، وتصميم المرافق المجتمعية، والمباني السكنية والعامة، وتخصيص التنمية الصناعية الجديدة، والتوجيه والسيطرة على البناء، والإعداد العلمي للقضايا الرئيسية في التخطيط المكاني والحضري، والتصميم التجريبي والقياسي. خلال عامي 1943 و1944، كانت المهمة الرئيسية للمعهد هي تحديد الخسائر التي لحقت بالاقتصادات الحضرية بسبب الحرب وتحديد التدابير ذات الأولوية القصوى للمساعدة في تعافي مدن جمهورية أوكرانيا السوفييتية الاشتراكية. إن الدمار الهائل الذي خلفته أحداث الحرب في المدن والقرى لم يتطلب اتخاذ تدابير تخطيطية واسعة النطاق فحسب، بل يتطلب أيضاً اتباع نهج جديدة لحل المشاكل في مجال التخطيط الحضري. وفي خمسينيات القرن العشرين، اتجه اهتمام المخططين إلى زراعة وتحسين المدن والقرى، وتشكيل منظرها المعماري والمناظر الطبيعية فيها. وفيما يتصل بهذه الاتجاهات، تم في عام 1962 إنشاء ورشة عمل جديدة للتخطيط المعماري حول تصميم المنتجعات الترفيهية في المعهد، حيث تم إنجاز أعمال نظرية وعملية حول تصميم المنتجعات وتصنيفها. في الستينيات والسبعينيات من القرن الماضي، تم تشكيل ورشة عمل للمناظر الطبيعية في المعهد حيث تم تصميم الأعمال المتعلقة بإعادة بناء المناظر الطبيعية للمزارع الخضراء وتنظيم المناظر الطبيعية.

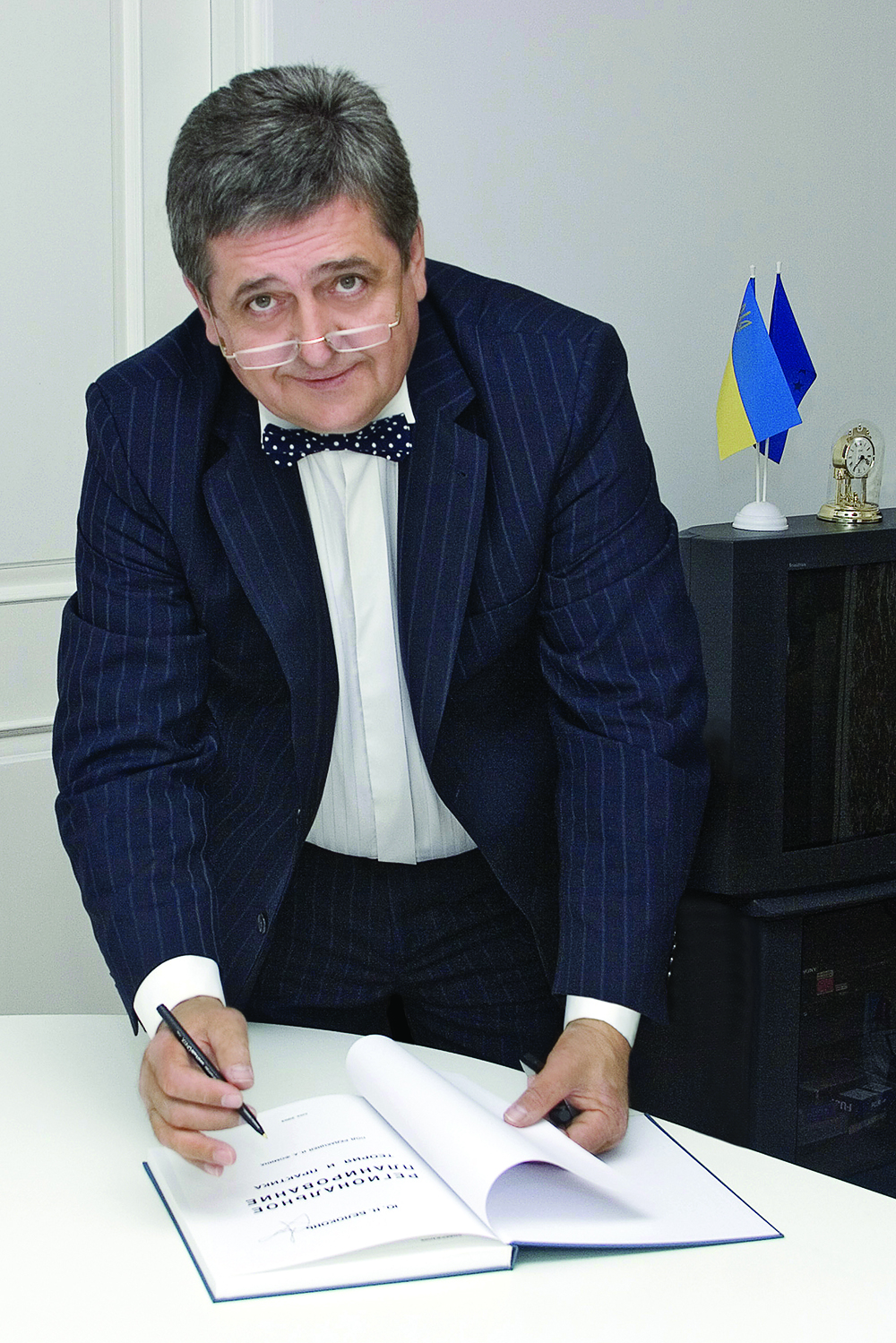
يوري ميكولايوفيتش بيلوكون ،
مدير المعهد في الفترة 1993-2009
المهندس الشعبي لأوكرانيا

بدأ العمل في مخططات التخطيط الإقليمي لـ 25 منطقة من جمهورية أوكرانيا السوفييتية الاشتراكية في أواخر الستينيات واستمر حتى عام 1989. في عام 1985، بدأت مؤسسة ديبروميستو العمل على المخطط الموجز للتخطيط الإقليمي لجمهورية أوكرانيا الاشتراكية السوفييتية.  يتضمن هذا المخطط المعقد تحليلات متعددة للموارد الإقليمية وحالة البيئة وأنظمة الاستيطان والبنية التحتية الاجتماعية والهندسية والنقل. مع حصول أوكرانيا على استقلالها، واجهت الخبراء في مجال التخطيط المكاني والحضري تحديات كبيرة، مثل إعادة تقييم عوامل المناطق وتنمية الدولة بأكملها، وتحديد محاور أولوية جديدة للتنمية، وإعادة تنظيم نظام المستوطنات مع مراعاة التغيرات السياسية والاقتصادية، وتوفير نظام متكامل داخل الدولة للتنمية المكانية والحضرية، مع الأخذ في الاعتبار علاقات السوق في تخطيط تنمية المستوطنات. منذ بداية التسعينيات، يجري المعهد عملاً نشطًا في مجال تنفيذ تكنولوجيا المعلومات الجغرافية في التخطيط المكاني والحضري. في الفترة 1991-1993، قام خبراء ديبروميستو بإعداد نظام معلومات جغرافي لأغراض التخطيط الحضري - ميستو. منذ عام 1995، يعمل المركز الأساسي لتطبيق نظم المعلومات الجغرافية في التخطيط المكاني والحضري ضمن هيكل المعهد. وفي نهاية عام 1995، أصبح من الواضح أن الاستمرار في استخدام البرمجيات الخاصة لم يكن كافياً لحل المهام التي واجهت المركز والمعهد بأكمله. وكنتيجة لذلك، بدأ التنفيذ النشط لمنتجات البرمجيات من قبل شركة إسري - الشركة الرائدة في إنتاج برمجيات نظم المعلومات الجغرافية. لقد سمح هذا التحديث التكنولوجي ليس فقط برفع جودة أعمال التخطيط المكاني والحضري بشكل كبير، بل وأيضاً بإعادة التفكير في منهجية التخطيط المكاني والحضري والمناطق والمستوطنات التي تحكم التنمية. تم تعزيز المعهد في ظروف أوكرانيا المستقلة تحت إشراف يوري ميكولايوفيتش بيلوكون، دكتور في الهندسة المعمارية، أستاذ، المهندس المعماري الشعبي في أوكرانيا. كان نشاط يوري ميكولايوفيتش بيلوكون في المعهد واسعًا ومتعدد الاستخدامات - بصفته مهندسًا معماريًا موهوبًا، وكان على دراية كبيرة بمشاكل كل من التخطيط والتصميم المعماري، فقد بذل الكثير من أجل تحسين وتطوير عمل المعهد. كان يوري بيلوكون أحد المبادرين للتخطيط المكاني للمناطق الحدودية ووضع الأساس المنهجي لهذه الأعمال. أولت إدارة معهد بيلوكون للأبحاث العلمية اهتمامًا كبيرًا بتطوير النشاط العلمي في المعهد، وتعليم الجيل القادم من الخبراء، حيث تم إنشاء مجمع علمي وإنتاجي وتعليمي "أرهميستوبود" على قاعدة المعهد بالتعاون مع قسم التخطيط الحضري بجامعة كييف الوطنية للبناء والهندسة المعمارية ، وتنفيذ أحدث تقنيات المعلومات في النشاط الإنتاجي. في عام 2009، وامتنانًا لـ 16 عامًا من القيادة الموهوبة وفي ذكرى الدور العاطفي لشخصية يوري بيلوكون في تطوير المعهد، بادر الموظفون إلى تسمية المعهد "ديبروميستو" على اسم "واي أم بيليكون" والذي تم اعتماده بموجب أمر وزارة التنمية الإقليمية في أوكرانيا.

## نشاط المعهد
يتجه نشاط ديبروميستو إلى الدعم العلمي لأعمال المشاريع في مجال التخطيط والهندسة المعمارية المكانية والحضرية ، وإنشاء أساس معياري ومنهجي لتخطيط وتنمية الأراضي ، فضلاً عن إعداد وثائق التخطيط المكاني والحضري للمستوطنات والمناطق والبلد ككل ، وتوثيق المشاريع في البناء المدني والهندسة المعمارية للمناظر الطبيعية ، وإنشاء وتنفيذ أنظمة دعم القرار بالمعلومات الجغرافية في مجال التخطيط المكاني والحضري ،  بما في ذلك الأنظمة الآلية للمسح العقاري الحضري ، وإعداد أعمال إدارة الأراضي ، والتدريب الأساسي والمتقدم للخبراء في التخطيط المكاني والحضري.تم تعيين المعهد ليكون منظمة أساسية للأنشطة العلمية والتقنية في مجال البناء (قرار وزارة التنمية الإقليمية والبناء والإسكان في أوكرانيا بتاريخ 3 مايو 2012 رقم 190). يكلف هذا المعهد بمهام الدعم العلمي والبحثي والمنهجي المعياري والمعلوماتي لتخطيط وتنمية الأراضي والمستوطنات، بالإضافة إلى دعم اللجنة الفنية للتوحيد القياسي "تخطيط الأراضي والمستوطنات" (تي كيه 314) التي تم إنشاؤها على أساس معهد "ديبروميستو" وفقًا لأمر وزارة التنمية الإقليمية والبناء والإسكان في أوكرانيا بتاريخ 21 فبراير 2012 رقم 73.

## أعمال المعهد

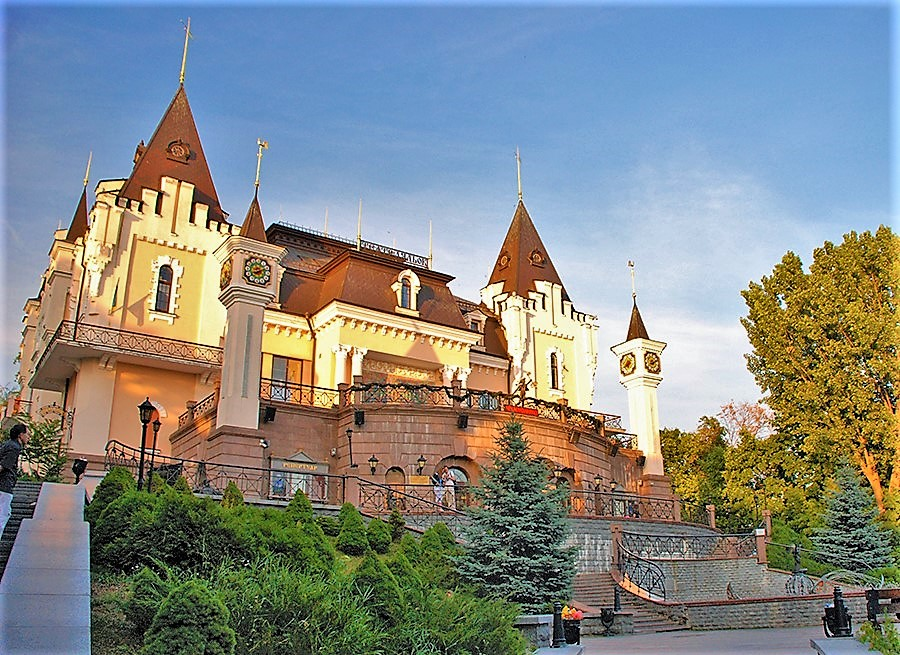
مسرح العرائس الأكاديمي في كييف

خلال السنوات الأخيرة، قام فريق ديبروميستو بإعداد أعمال مثل المخطط العام لتخطيط أراضي أوكرانيا (الوثيقة الرئيسية في مجال التخطيط المكاني التي اعتمدها قانون أوكرانيا في عام 2002) ويدعمها منهجيًا ويرصد تنفيذها؛  مخططات تخطيط أراضي جمهورية القرم المتمتعة بالحكم الذاتي، وأقاليم ومناطق أوكرانيا؛ مخططات إقليمية معقدة لحماية الطبيعة؛ مشاريع مشتركة بشأن التنمية المكانية للمناطق عبر الحدود؛ مشاريع دولية مشتركة بشأن التنمية المكانية؛  الخطط العامة للمدن؛ خطط تقسيم المناطق؛ الخطط التفصيلية للأقاليم؛ مشاريع تنظيم أراضي المناطق الطبيعية المحمية؛ إثبات التخطيط المكاني لمرور ممر النقل الدولي رقم 5؛ مشاريع تقييم تكلفة الأراضي. علاوة على ذلك، وفقًا للمشاريع المفصلة في معهد ديبروميستو، تم إعادة بناء مسرح الأكاديمية الوطنية للأوبرا والباليه تاراس شيفتشينكو في كييف ومسرح الأكاديمية الوطنية للأوبرا والباليه في أوديسا ؛ وأشياء مثل المجمع الوطني "مركز المعارض الأوكراني" في كييف؛ ومباني مفتشية الضرائب الحكومية في منطقة بيشيرسك في مدينة كييف، وجامعة كييف الوطنية اللغوية ، وشركة أوكرغازبروم؛ ومسرح كييف الأكاديمي للعرائس ؛ ومجمع المباني والهياكل التابعة لسفارة جمهورية بيلاروسيا في أوكرانيا؛ ومبنى أكاديمية خدمة الضرائب الحكومية في أوكرانيا في إربين )؛ وتم بناء مجموعة من المباني السكنية ذات الراحة المتقدمة والمباني السكنية العادية. شارك خبراء المعهد بشكل فعال في إعداد مشروع قانون التخطيط الحضري؛ ومجموعة معايير البناء الحكومية والمعايير الحكومية في مجال التخطيط المكاني والحضري؛ والوثائق المنهجية لإعداد مشاريع التخطيط المكاني والحضري، وتنفيذ تقنيات نظم المعلومات الجغرافية في التخطيط المكاني والحضري، وتقييم تكلفة الأراضي، والتصميم الفني للمسارح والمباني الثقافية والأداء، والحساب الصوتي للقاعات، إلخ.